# Thalassius albocinctus
Thalassius albocinctus är en spindelart som först beskrevs av Carl Ludwig Doleschall 1859.  Thalassius albocinctus ingår i släktet Thalassius och familjen vårdnätsspindlar. Inga underarter finns listade i Catalogue of Life.